# Sportclub Wiener Neustadt 2010-2011
Questa voce raccoglie le informazioni riguardanti il Sportclub Wiener Neustadt nelle competizioni ufficiali della stagione 2010-2011.

## Rosa
| N. |                                 | Ruolo | Calciatore         |
| -- | ------------------------------- | ----- | ------------------ |
| 1  | Austria (bandiera)              | P     | Manfred Razenböck  |
| 2  | Rep. Ceca (bandiera)            | D     | Pavel Košťál       |
| 3  | Austria (bandiera)              | D     | Thomas Kral        |
| 6  | Austria (bandiera)              | C     | Michael Stanislaw  |
| 8  | Austria (bandiera)              | C     | Tomáš Šimkovič     |
| 9  | Bosnia ed Erzegovina (bandiera) | A     | Mirnel Sadović     |
| 10 | Austria (bandiera)              | A     | Alexander Grünwald |
| 13 | Austria (bandiera)              | D     | Wolfgang Klapf     |
| 15 | Austria (bandiera)              | C     | Michael Madl       |
| 16 | Austria (bandiera)              | P     | Andreas Schicker   |
| 17 | Austria (bandiera)              | C     | Thomas Helly       |
| 18 | Brasile (bandiera)              | A     | Diego Viana        |

| N. |                      | Ruolo | Calciatore            |
| -- | -------------------- | ----- | --------------------- |
| 20 | Austria (bandiera)   | A     | Johannes Aigner       |
| 21 | Rep. Ceca (bandiera) | C     | Václav Koloušek       |
| 22 | Austria (bandiera)   | D     | Christian Haselberger |
| 23 | Austria (bandiera)   | C     | Mario Reiter          |
| 24 | Austria (bandiera)   | P     | Ihsan Poyraz          |
| 25 | Austria (bandiera)   | D     | Christian Thonhofer   |
| 27 | Austria (bandiera)   | P     | Jörg Siebenhandl      |
| 28 | Austria (bandiera)   | C     | Bernd Besenlehner     |
| 30 | Austria (bandiera)   | C     | Guido Burgstaller     |
| 31 | Austria (bandiera)   | C     | Matthias Maak         |
| 32 | Slovenia (bandiera)  | P     | Sašo Fornezzi         |
| 33 | Austria (bandiera)   | C     | Patrick Wolf          |